# Aéroport Biju Patnaik de Bhubaneswar
Pour les articles homonymes, voir BBI.
L'aéroport international Biju Patnaik (code IATA : BBI • code OACI : VEBS), aussi connu comme Aéroport de Bhubaneswar, est situé dans la ville indienne de Bhubaneswar, dans l'Odisha. Il est le seul aéroport international de cet État.

## Situation
| \| 300 km1:23 714 000 \| Delhi Bombay Madras Bangalore Calcutta Hyderabad Cochin Ahmedabad Goa Pune Thiruvananthapuram Calicut Lucknow Guwahati Srinagar Jaipur Bhubaneswar Coimbatore Nagpur Indore Mangalore Visakhapatnam Patna Amritsar Chandigarh Tiruchirappalli Jammu Raipur Bénarès Agartala Port Blair Vadodara Imphal Bagdogra Madurai Bhopal Ranchi Aurangabad Udaipur Leh Tirupati Rajkot Jodhpur Dehradun Dibrugarh Silchar Gaya Cannanore Vijayawada Surate Durgapur Jamnagar Belagavi Hubli-Dharwad Khajurâho Nanded Aizawl Dimapur Agra Bathinda |
| 300 km1:23 714 000 |

## Compagnies et destinations
| Compagnies    | Destinations | Refs. |
| ------------- | --- | ----- |
| AirAsia       | Kuala Lumpur | [ 2 ] |
| AirAsia India | Bangalore-Kempegowda, Calcutta-N. S. C. Bose, Hyderabad-R. Gandhi |       |
| Air India     | Bangalore-Kempegowda, Delhi-Indira Gandhi, Bombay-Chhatrapati-Shivaji, Calcutta-N. S. C. Bose, Hyderabad-R. Gandhi, Surat | [ 3 ] |
| Alliance Air  | Jharsuguda (en), Ranchi | [ 4 ] |
| GoAir         | Calcutta-N. S. C. Bose, Bombay-Chhatrapati-Shivaji | [ 5 ] |
| IndiGo        | Ahmedabad-Sardar-Vallabhbhai-Patel, Bangalore-Kempegowda, Madras (Chennai), Delhi-Indira Gandhi, Guwāhāti, Hyderabad-R. Gandhi, Calcutta-N. S. C. Bose, Bombay-Chhatrapati-Shivaji, Silchar, Varanasi (Bénarès)-Lal Bahadur Shastri | ,     |

Édité le 21/01/2020

## Statistiques
Pour des raisons techniques, il est temporairement impossible d'afficher le graphique qui aurait dû être présenté ici.

Voir la requête brute et les sources sur Wikidata.

## Galerie

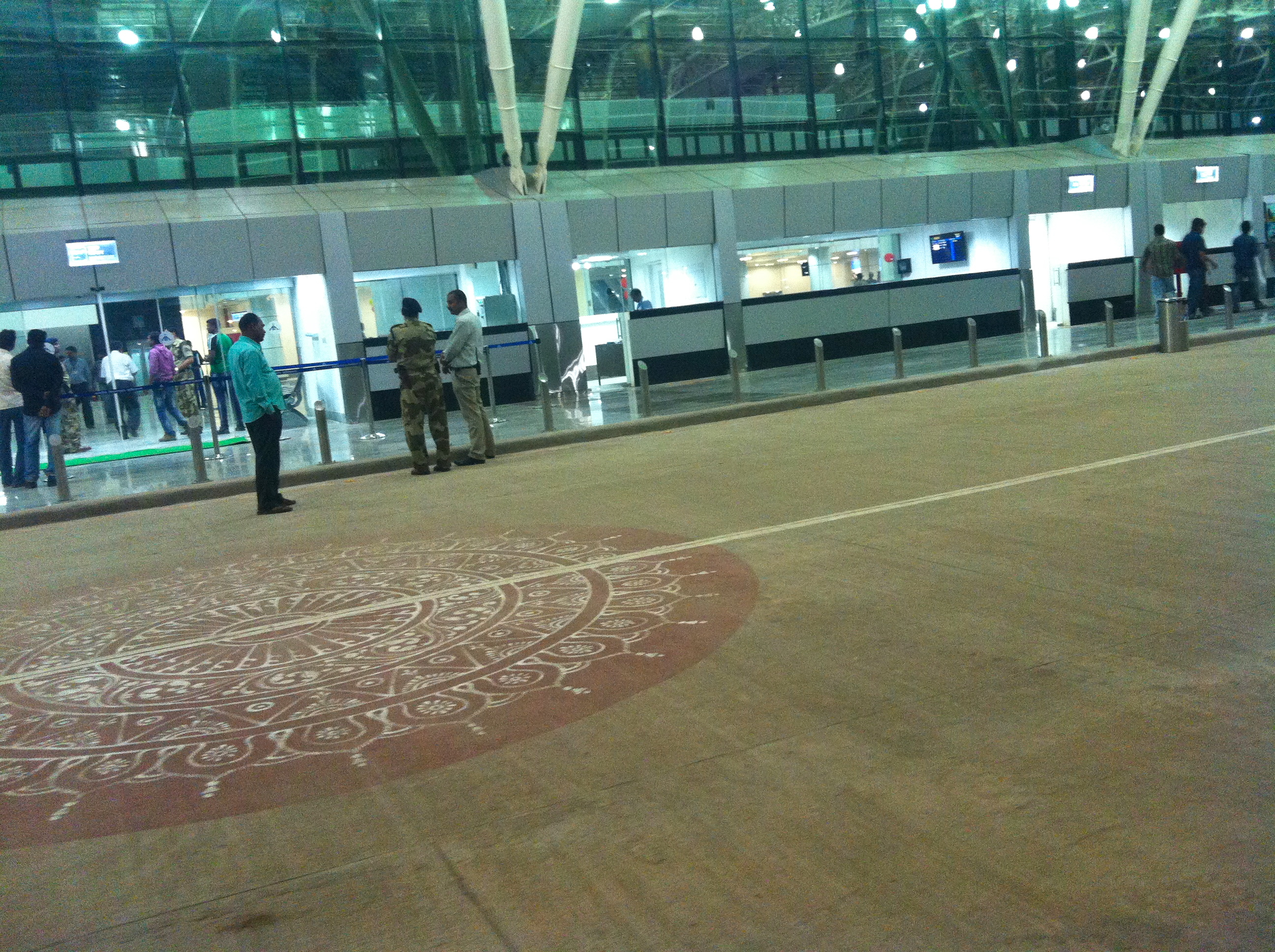
Entrée du terminal T1.
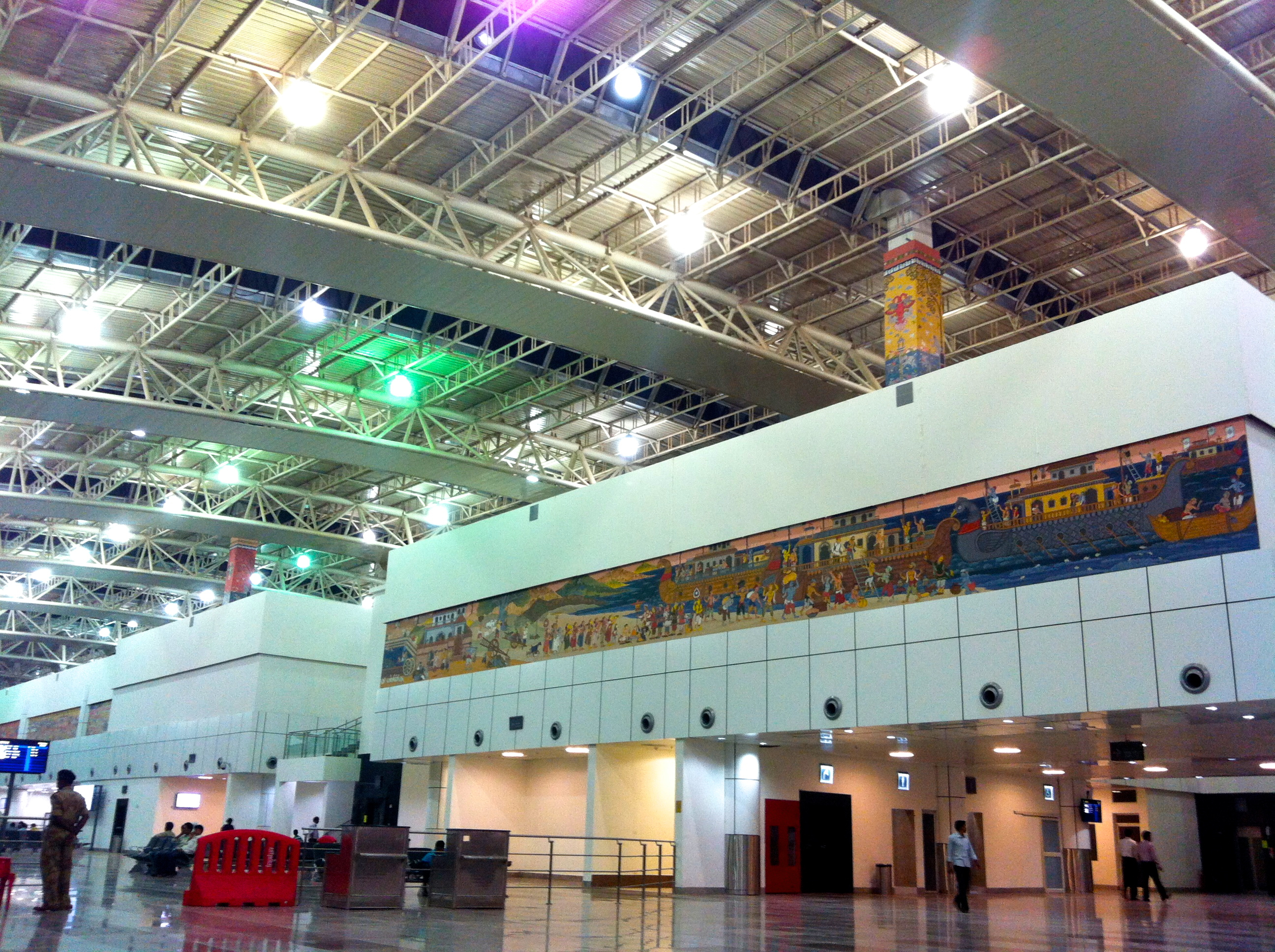
Terminal T1 zone d'attente.
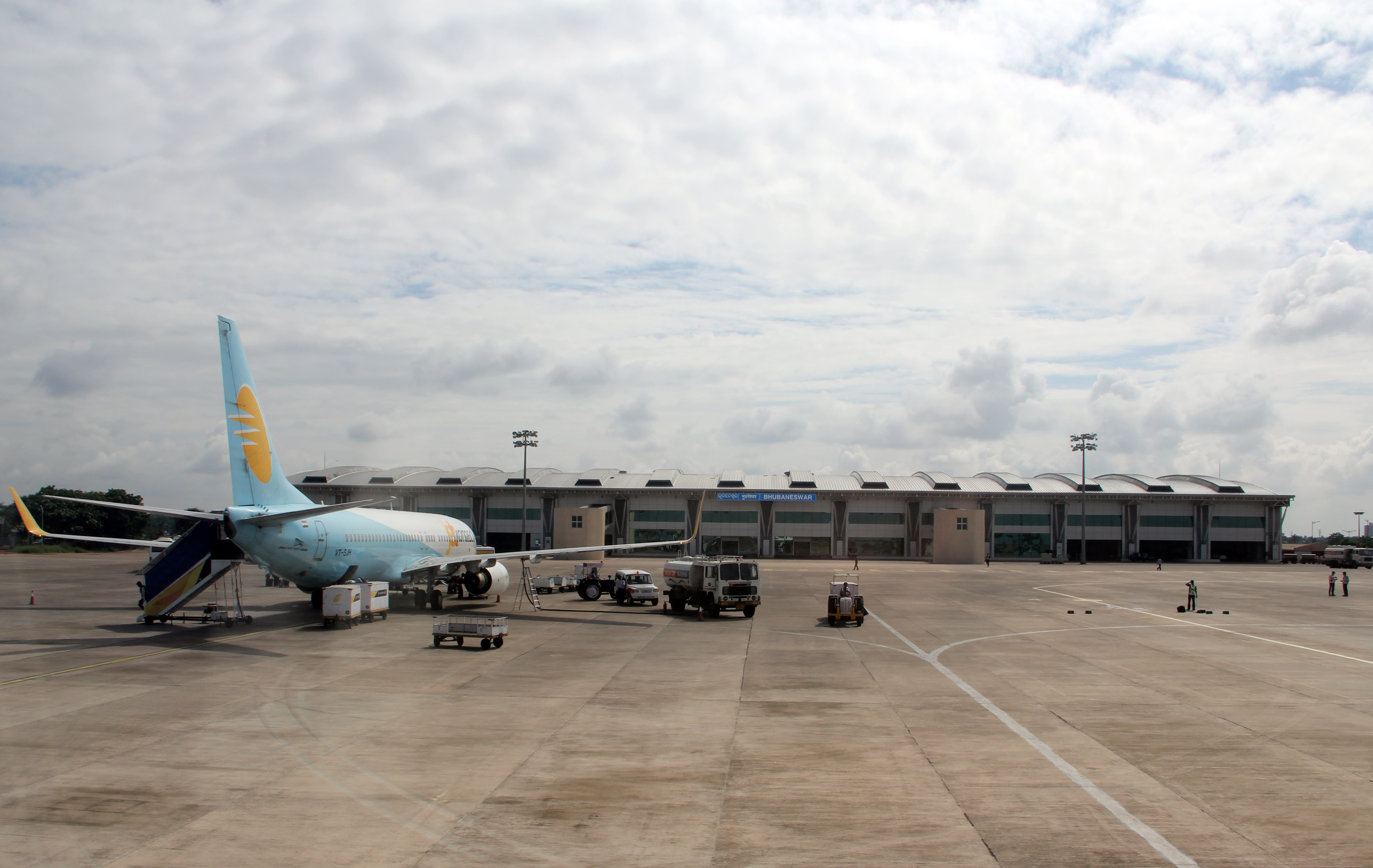
Terminal T1 côté piste.
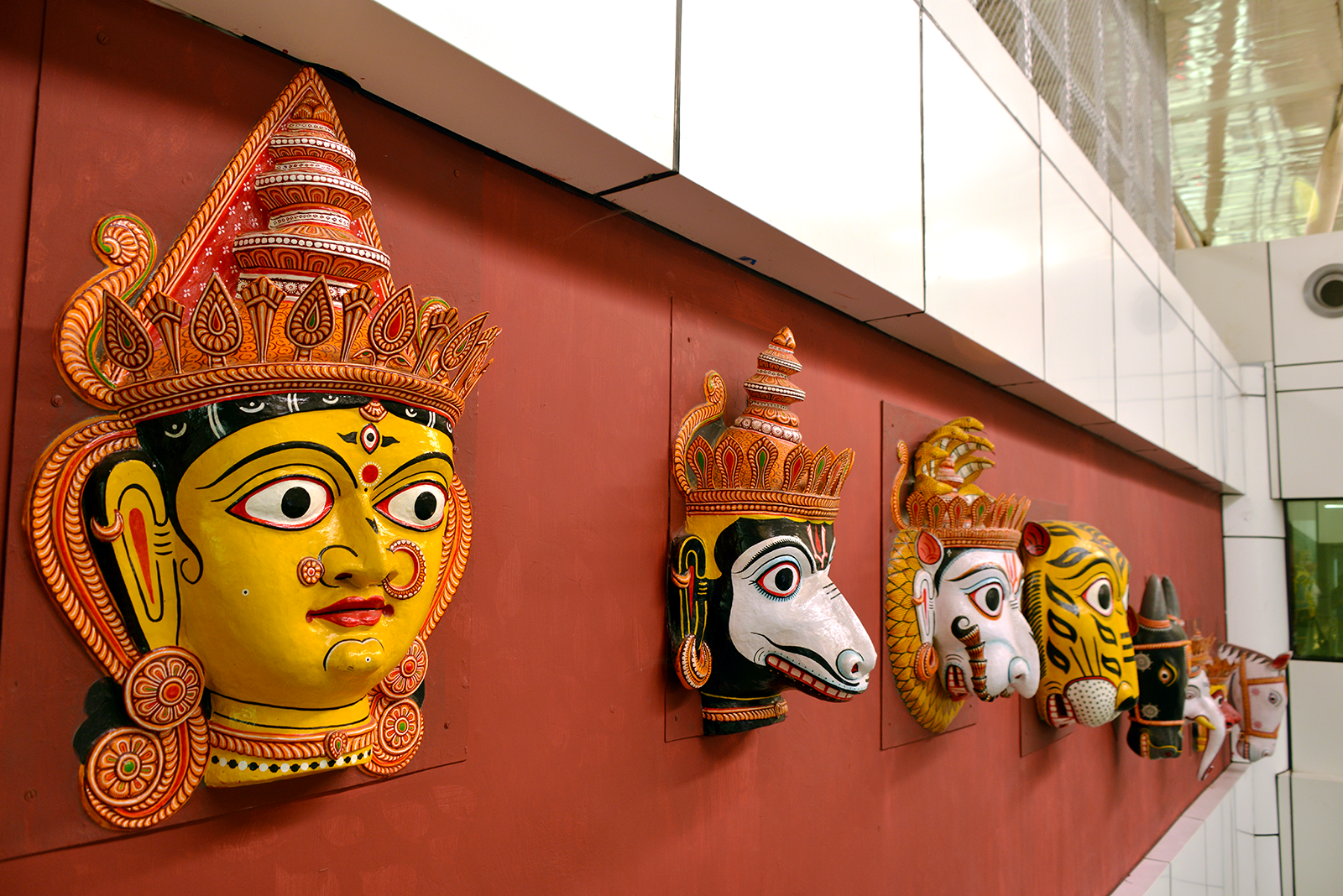
Les masques dans la zone d'arrivée de Biju Patnaik.